# Aechmea purpureorosea
Aechmea purpureorosea là một loài thực vật có hoa trong họ Bromeliaceae. Loài này được (Hook.) Wawra mô tả khoa học đầu tiên năm 1880.

## Hình ảnh

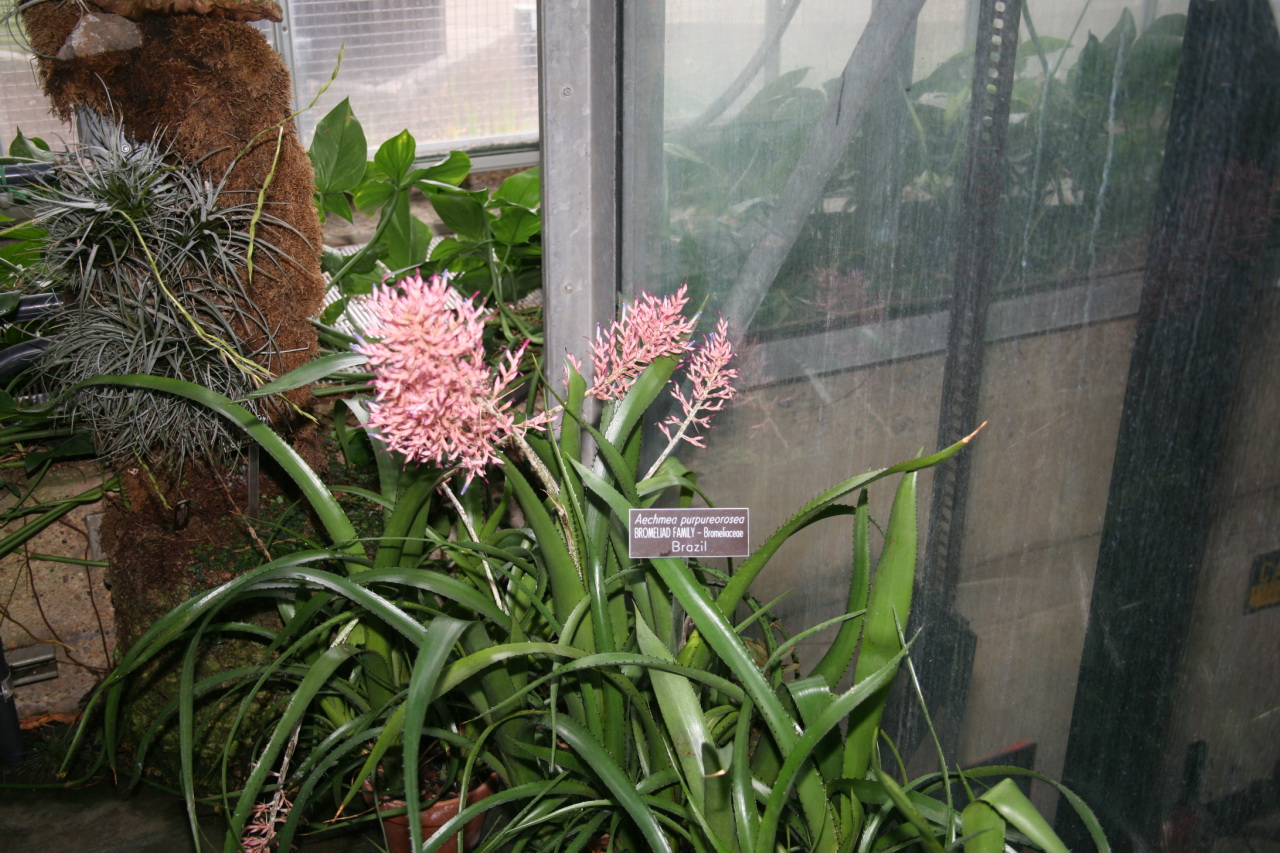